# Trebuchet MS

筆畫特色

Trebuchet MS是一種無襯線字體，1996年由文生·寇奈爾替微軟開發。
微軟稱Trebuchet MS為良好的網頁設計字體，並將其納入網頁核心字型的其中之一，同時也附載在一些微軟的產品中，包含Microsoft Windows操作系統、Microsoft Office辦公室軟體以及Internet Explorer瀏覽器。此外，英文版的Windows XP更將此字型設為標題列預設字型。

## 特色
Trebuchet MS與其他常見的無襯線字體大不相同，其顯著的特色如下：（請參照圖示）
- 大寫字母「M」的兩端與垂直線呈10度角
- 大寫字母「Q」的尾巴
- 大寫字母「A」中的橫槓較低
- 小寫字母「e」和數字「6、9」的尾巴較短
- 小寫字母「g」的下圓帶有開口
- 小寫字母「i、j」上面的點為圓點
- 小寫字母「l」的尾巴呈彎曲狀
- 金錢符號「$」的直豎筆畫不貫穿S字母，只出現在上端和下端
- 「&」符號是英文「Et」的合寫
- 感嘆號「!」下的點為圓點
- 斜體不單只是把原本字體傾斜，而是另外設計一套斜體的字母

## 外部連結
- Trebuchet MS字體相關資訊（页面存档备份，存于）
- Trebuchet Nation（页面存档备份，存于） - 講述Trebuchet MS字體演變的短文
- Trebuchet MS下載點（页面存档备份，存于）